# أنا فين وانت فين
أنا فين وأنتي فين هي مسرحية كوميدية-مصرية، من إخراج المخرج فؤاد المهندس وفايز حجاب وتأليف سمير خفاجي وبهحت قمر. المسرحية من بطولة فؤاد المهندس وشويكار ونظيم شعراوي وسلامة إلياس وعادل إمام وأحمد ماهر ومحمود أبو زيد. عرضت المسرحية سنة 1965.

## ملخص المسرحية
أيوب جاد الحق «فؤاد المهندس» الموظف البسيط، يوقعه الشبه الكبير بينه وبين زوج صاحبة العمل المتوفى في ورطة كبيرة حيث تتعلق به أبنة صاحبة العمل الصغيرة، ظنا منها أنه والدها الذي توفي في حادث. فتطلب منه صاحبة العمل أن يعمل لها سكرتير في المنزل كي لا تصدم ابنتها التي لا تعلم بوفاة والدها. فيقع في غرامها لكنه لا ينسى واقع انها الهانم وهو مجرد موظف فقير.

## طاقم العمل
- فؤاد المهندس بدور أيوب جاد الحق جاد الله جاد المولى / طبوزاده
- شويكار بدور دولت عثمان الأرناؤوطى سلوقى محمد لاظوغلى البيرقدار كاف
- نظيم شعراوي بدور شوكت
- سلامة إلياس بدور صادق
- عادل إمام بدور هيكل
- أحمد ماهر بدور رفاعي
- محمود أبو زيد بدور خيرت
- جميل عز الدين
- عادل زكريا بدور منصور
- منى وهبي بدور الطفلة/ جيهان طبوزادة
- خديجة محمود بدور نفيسة الشغالة
- عواطف رمضان بدور الزوجة الأولى التي نصب عليها شوكت
- زيزى بكير بدور عزيزة نوادر
- زكريا موافي

## وصلات خارجية
- صفحة المسرحية على موقع السينما العربية